# Mácsai Mihály
Mácsai Mihály (Mácsay) (Garamkeszi, 1825. – Miskolc, 1877. május) ügyvéd, Bars vármegyei főügyész.

## Élete
Középiskoláit Léván, Körmöcbányán, a jogi egyetemet Pesten végezte. 1848 szeptember végén Jozef Miloslav Hurban szlovák felkelővezér elfogására ajánlkozott, de az akkori helyzet ezt nem tette lehetővé. 1848 őszétől önkéntes a szabadságharcban, mint a honvéd 13. Hunyady-huszárezred katonája. 1849 májusától hadnagy lett ezrede VII. (feldunai) hadtestben szolgáló részénél. Világosnál tették le a fegyvert. A bukás után 1849. augusztus 27-tén Aradon besorozták az osztrák hadseregbe, a 27. gyalogezredhez és Olaszországban volt katona. 1851. október 31-én rokkantként leszerelik. Az 1850-es években vármegyei irodai hivatalnok szülőhelyén. 1867-től ügyvéd, a Bars megyei Honvédegylet tagja. 
Később Bars vármegye főügyésze lett. 1872-ben Selmecbányára, majd Miskolcra költözött.
A Priateľ Ľudu (Népbarát) szlovák lap munkatársa volt.

## Művei
Vörösmarty Mihály Szózatát fordította szlovákra (megjelent Magyar Sajtó 1860/230.).